# Mangahao Upper No. 1 Reservoir
Das Mangahao Upper No. 1 Reservoir ist ein Stausee im Horowhenua District der Region Manawatū-Whanganui auf der Nordinsel von Neuseeland.

## Geographie
Der Stausee, der sich nördlich angrenzend an die Island Ridge, die Teil der Tararua Range ist, befindet, liegt 14 km östlich von Levin und rund 9 km südöstlich von Shannon entfernt. Er besitzt eine Fläche von 19,5 Hektar und dehnt sich über seinen westlichen Arm über eine Länge von rund 855 m aus. An seiner breitesten Stelle misst der Stausee rund 345 m und an seiner tiefsten Stelle 35,2 m. Das Stauziel des Sees wurde auf 373,4 m festgelegt.
Der See ist von Shannon aus über die Mangahao Road zu erreichen, die aber ab der Mangahao Powerstation extrem kurvenreich und als Schotterstraße ausgeführt ist.
Gespeist wird der Stausee hauptsächlich vom von Süden herkommenden Mangahao River und einigen wenigen Creeks. Die Entwässerung des Stausees findet an der östlichen Seite des Absperrbauwerks in Richtung Norden über den Mangahao River statt, der mit seinen Wässern nach rund 2,4 Flusskilometer das Mangahao Lower No. 2 Reservoir füllt.

## Stromerzeugung
Das Mangahao Upper No. 1 Reservoir dient über das Mangahao Lower No. 2 Reservoir und das nachfolgende Tokomaru No 3 Reservoir zur Stromerzeugung. Die Mangahao Powerstation liegt rund 6 km nordnordwestlich des Upper No. 1 Reservoirs. Alle Seen sind über sogenannte Hydro Tunnels miteinander verbunden, in denen das zur Stromerzeugung verwendete Wasser talwärts befördert wird.

## Wanderweg
Das Mangahao Upper No. 1 Reservoir kann von einem von Süden herkommenden Wanderweg, der seinen Ursprung an einem Abzweig (40° 44′ 7,4″ S, 175° 24′ 15,2″ O) des Dora Track hat, über den Girdlestone Saddle erwandert werden. Der Streckenabschnitt bemisst sich auf ungefähr 16 km.